# Борето
Борѐто (на италиански: Boretto, на местен диалект Borét, Борет) е градче и община в северна Италия, провинция Реджо Емилия, регион Емилия-Романя. Разположено е на 23 m надморска височина. Населението на общината е 5335 души (към 2010 г.).